# Saison 2022 de l'équipe cycliste UAE Emirates
La saison 2022 de l'équipe cycliste UAE Emirates est la vingt-quatrième de cette équipe, la sixième sous ce nom.

## Coureurs et encadrement technique

### Effectif
| Coureur              | Date de Nais.      | Nationalité         | Équipe en 2021            | Vict. | Cont. | Maillot dist.              |
| -------------------- | ------------------ | ------------------- | ------------------------- | ----- | ----- | -------------------------- |
| Pascal Ackermann     | 17 janvier 1994    | Allemagne           | Bora-Hansgrohe            | 2     | 2023  |                            |
| João Almeida         | 5 août 1998        | Portugal            | Deceuninck-Quick Step     | 3     | 2026  | - Route                    |
| Andrés Camilo Ardila | 2 juin 1999        | Colombie            | UAE Emirates              | 0     | 2023  |                            |
| Juan Ayuso           | 19 septembre 2002  | Espagne             | UAE Emirates              | 1     | 2028  |                            |
| George Bennett       | 7 avril 1990       | Nouvelle-Zélande    | Jumbo-Visma               | 0     | 2023  |                            |
| Mikkel Bjerg         | 3 novembre 1998    | Danemark            | UAE Emirates              | 0     | 2024  |                            |
| Alexys Brunel        | 10 octobre 1998    | France              | Groupama-FDJ              | 0     | 2022  |                            |
| Rui Costa            | 5 octobre 1986     | Portugal            | UAE Emirates              | 0     | 2022  |                            |
| Alessandro Covi      | 28 septembre 1998  | Italie              | UAE Emirates              | 3     | 2024  |                            |
| Finn Fisher-Black    | 21 décembre 2001   | Nouvelle-Zélande    | UAE Emirates              | 0     | 2024  |                            |
| Davide Formolo       | 25 octobre 1992    | Italie              | UAE Emirates              | 0     | 2022  |                            |
| Fernando Gaviria     | 19 août 1994       | Colombie            | UAE Emirates              | 2     | 2022  |                            |
| Ryan Gibbons         | 13 août 1994       | Afrique du Sud      | UAE Emirates              | 0     | 2022  |                            |
| Felix Groß           | 4 septembre 1998   | Allemagne           | UAE Emirates              | 0     | 2024  |                            |
| Marc Hirschi         | 24 août 1998       | Suisse              | UAE Emirates              | 4     | 2023  |                            |
| Álvaro Hodeg         | 16 septembre 1996  | Colombie            | Deceuninck-Quick Step     | 0     | 2023  |                            |
| Vegard Stake Laengen | 7 février 1989     | Norvège             | UAE Emirates              | 0     | 2023  |                            |
| Rafał Majka          | 12 septembre 1989  | Pologne             | UAE Emirates              | 2     | 2024  |                            |
| Brandon McNulty      | 2 avril 1998       | États-Unis          | UAE Emirates              | 3     | 2024  |                            |
| Yousif Mirza         | 8 octobre 1988     | Émirats arabes unis | UAE Emirates              | 2     | 2022  | - Route - Contre-la-montre |
| Sebastián Molano     | 4 novembre 1994    | Colombie            | UAE Emirates              | 2     | 2022  |                            |
| Ivo Oliveira         | 5 septembre 1996   | Portugal            | UAE Emirates              | 0     | 2023  |                            |
| Rui Oliveira         | 5 septembre 1996   | Portugal            | UAE Emirates              | 0     | 2023  |                            |
| Tadej Pogačar        | 21 septembre 1998  | Slovénie            | UAE Emirates              | 16    | 2027  |                            |
| Jan Polanc           | 17 mars 1992       | Slovénie            | UAE Emirates              | 1     | 2022  |                            |
| Maximiliano Richeze  | 7 mars 1983        | Argentine           | UAE Emirates              | 0     | 2022  |                            |
| Marc Soler           | 22 novembre 1993   | Espagne             | Movistar                  | 0     | 2023  |                            |
| Joël Suter           | 25 octobre 1998    | Suisse              | Bingoal Pauwels Sauces WB | 1     | 2022  | - Contre-la-montre         |
| Matteo Trentin       | 2 août 1989        | Italie              | UAE Emirates              | 3     | 2023  |                            |
| Oliviero Troia       | 1er septembre 1994 | Italie              | UAE Emirates              | 0     | 2022  |                            |
| Diego Ulissi         | 15 juillet 1989    | Italie              | UAE Emirates              | 2     | 2024  |                            |
| Coureurs stagiaires. |                    |                     |                           |       |       |                            |
| Kasper Andersen      | 1er juillet 2002   | Danemark            | ColoQuick                 | 0     | 2022  |                            |
| Arthur Kluckers      | 15 mars 2000       | Luxembourg          | Leopard                   | 3     | 2022  | - Contre-la-montre U23     |
| Oliver Knight        | 25 janvier 2001    | Royaume-Uni         | Néo-pro                   | 0     | 2022  |                            |

## Champions nationaux, continentaux et mondiaux
| Date         | Course                                                   | Maillot | Coureurs     | Pays                | Lieu      |
| ------------ | -------------------------------------------------------- | ------- | ------------ | ------------------- | --------- |
| 4 mars 2022  | Championnats des Émirats arabes unis du contre-la-montre |         | Yousif Mirza | Émirats arabes unis | Nazwa     |
| 12 mars 2022 | Championnats des Émirats arabes unis sur route           |         | Yousif Mirza | Émirats arabes unis | Kalba     |
| 23 juin 2022 | Championnats de Suisse du contre-la-montre               |         | Joel Suter   | Suisse              | Steinmaur |
| 26 juin 2022 | Championnats du Portugal de cyclisme sur route           |         | João Almeida | Portugal            | Mogadouro |